# Чжоу Цзіхун
Чжоу Цзіхун (11 січня 1965) — китайська стрибунка у воду.
Олімпійська чемпіонка 1984 року, учасниця 1992 року.
Призерка Чемпіонату світу з водних видів спорту 1982 року.
Призерка Азійських ігор 1982 року.
Призерка літньої Універсіади 1983 року.